# Jugoslaviske folkehær
Den jugoslaviske folkehær, også kaldet den jugoslaviske nationalhær (serbokroatisk: Југословенска народна армија (ЈНА) / Jugoslovenska narodna armija (JNA), Jugoslavenska narodna armija (JNA); makedonsk: Југословенската народна армија (ЈНА); slovensk: Jugoslovanska ljudska armada (JLA)) eller blot initialerne JNA (kyrillisk: ЈНА), var den socialistiske føderale republik Jugoslaviens militærstyrker fra dannelsen i 1945 og frem til Jugoslaviens opløsning i starten af 1990'erne. Hæren voksede ud af de jugoslaviske modstandsstyrker, partisanerne, under anden verdenskrig, og marskal Josip Broz Tito, partisanernes øverstkommanderende, fortsatte i samme rolle frem til sin død i 1980.